# Dun Briste

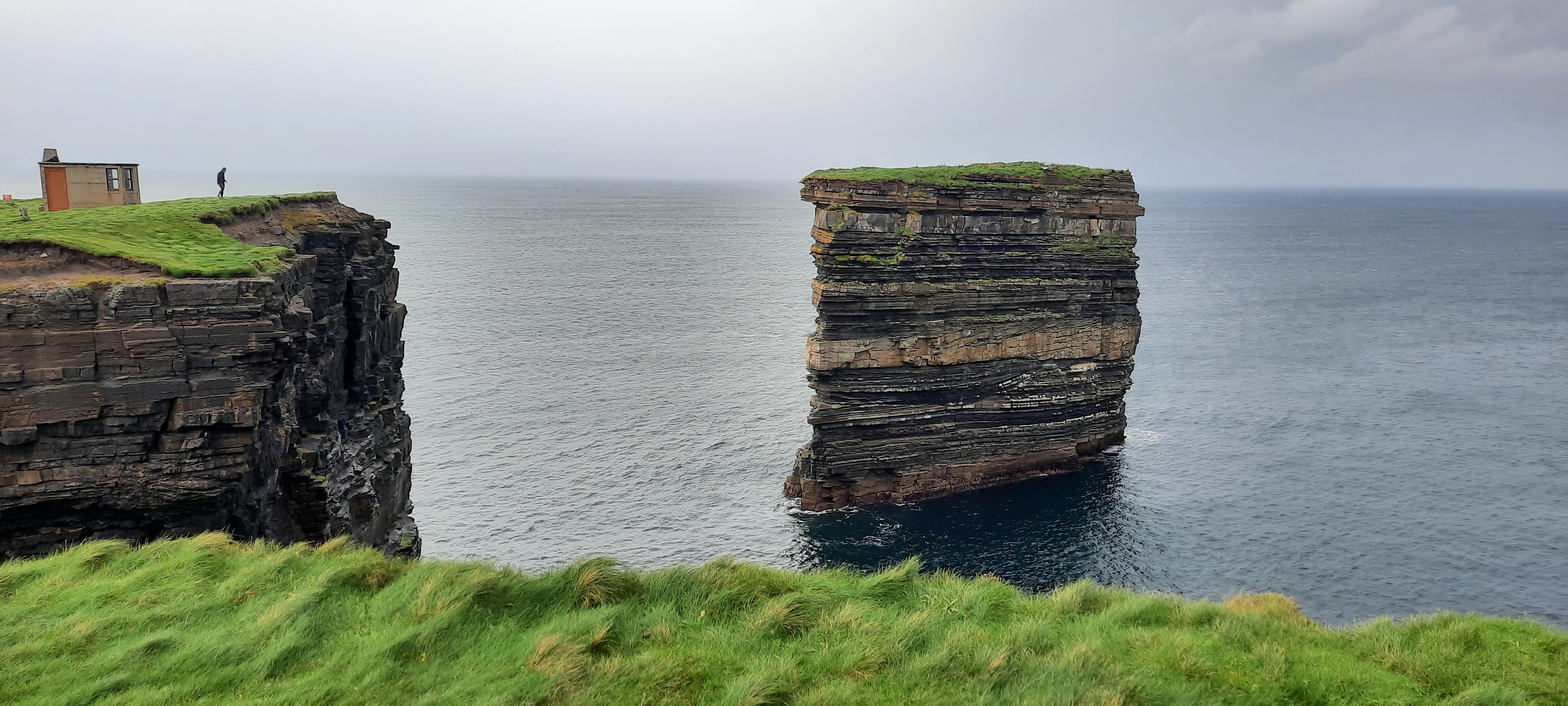
Dún Briste

Dún Briste (em irlandês para Forte Quebrado, em inglês: Dun Briste) é uma roca ou pilastra natural,- em geomorfologia chamada de pilha - que foi formada na Irlanda durante o período Carbonífero]], possivelmente no sub-período Mississípico, há aproximadamente 350 milhões de anos. 
O nome vem das palavras irlandesas dún, que significa "forte", e briste, que significa "quebrado", refletindo tanto a aparência da estrutura quanto suas origens lendárias.
Seu surgimento ocorreu no ano de 1393, quando uma forte nuvem de maré alta a rompeu e a deixou como que ncalhada junto ao mar.
A evidência de que já foi parte do continente foi apresentada em 1980 por pesquisadores que desembarcaram e realizaram pesquisas, onde encontraram edifícios de pedra e restos de travessias de ovelhas..
Quando a formação de Dún Briste ainda não estava separada do Cabo, o Patriarca Irlandês construiu uma das primeiras igrejas da Irlanda. Durante a Segunda Guerra Mundial a casa próxima serviu como posto de vigia para a Guarda Costeira da  Irlanda]].

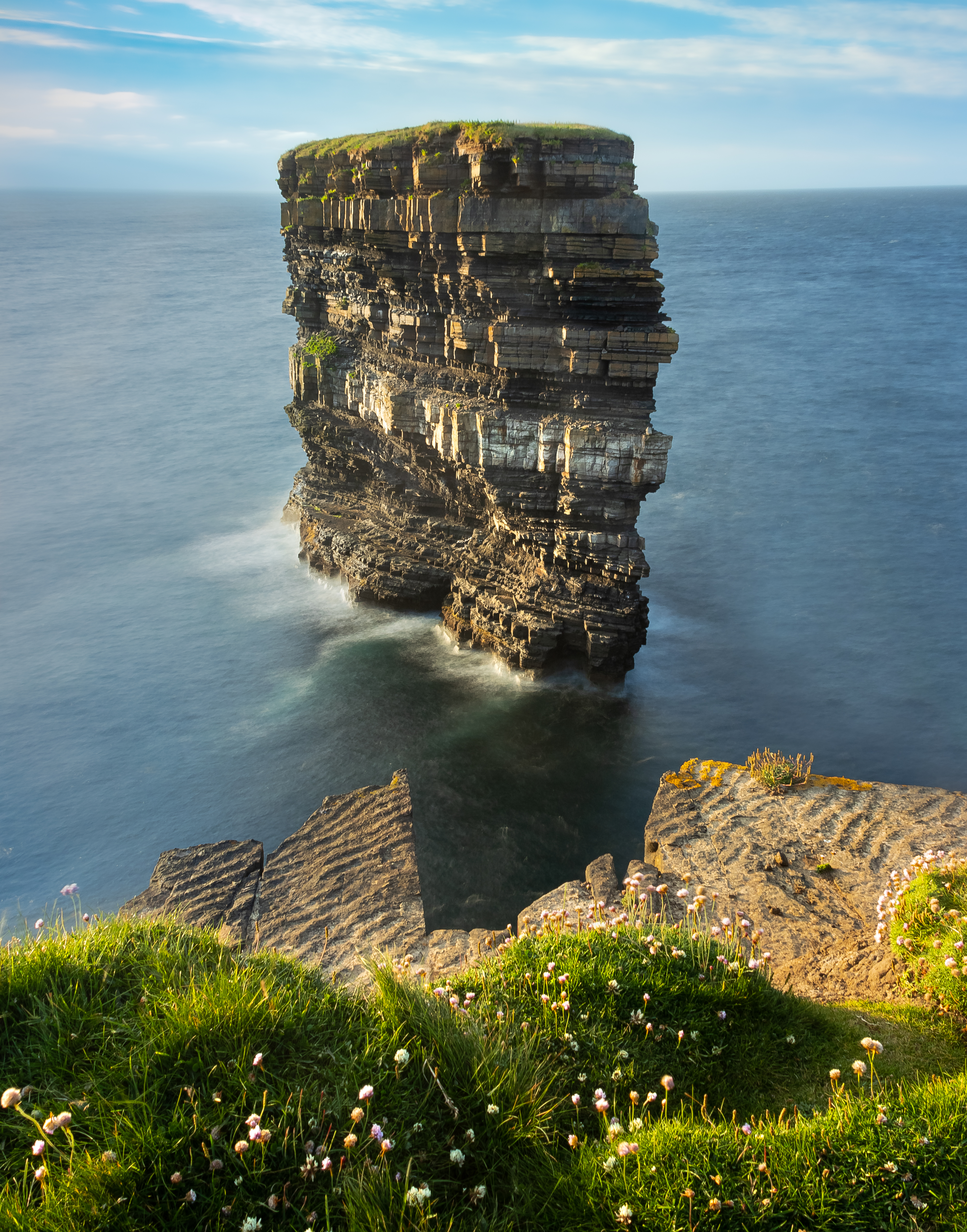
Dún Briste, Downpatrick head

## Localização
Fica localizada precisamente na ponta de Downpatrick Head, a 5 quilômetros da cidade de Ballycas
tle, no Condado de Mayo, Irlanda]
. A uma distância de 20 metros e 228 metros de profundidade, situa-se logo acima do mar. Tem 45 metros de altura, 63 metros de comprimento e 23 metros de largura..

## References
1. ↑  «Dun Briste Sea Stack». Downpatrick Head
2. ↑  Miller, Iain (July 5, 2022). «Dún Bristé Sea Stack» Verifique data em: |data= (ajuda)
3. ↑  Laura Geggel (February 15, 2018). «That Sea Stack from Reddit Didn't Take 'Millions of Years' to Form». livescience.com Verifique data em: |data= (ajuda)
4. ↑  «Dún Briste, la roca sola ante el Atlántico». Viajes National Geographic. April 24, 2022 Verifique data em: |data= (ajuda)
5. ↑  «Dun Briste, un precioso rincón de …». vicmun.com
6. ↑  «Downpatrick Head». Ireland.com
7. ↑  «Dun Briste: una impresionante pila del mar en Irlanda». Vista al Mar. December 16, 2015 Verifique data em: |data= (ajuda)